# Brisanz (Chemie)
Als Brisanz bezeichnet man in der Sprengtechnik bzw. Explosivstoffkunde das Zertrümmerungsvermögen eines Explosivstoffes. Der Brisanzwert nach Kast ist das Produkt aus Ladedichte, spezifischer Energie und Detonationsgeschwindigkeit (bei Sprengstoffen) / Abbrandgeschwindigkeit (bei Pyrotechnischen Sätzen).
Zu den hochbrisanten Sprengstoffen gehören zum Beispiel TNT, Nitroglycerin, Nitroglycol, Hexogen, Nitropenta, Nitroguanidin, Oktogen oder Octanitrocuban. Sie detonieren mit einer Geschwindigkeit von bis zu 10.000 m/s.
Verdämmtes Schwarzpulver hingegen explodiert lediglich mit ca. 400 m/s. Trotzdem ist das Hantieren mit Schwarzpulver riskanter als mit den meisten Sprengstoffen, da es leichter zündet als viele moderne Sprengstoffe, die nur mit einem Initialzünder zur Detonation gebracht werden können.